# Salon zavrnjenih (Pariz)
Salon zavrnjenih (francosko Salon des Refusés), je na splošno razstava del, ki jih je zavrnila žirija uradnega Pariškega salona, vendar je izraz najbolj znan po tem, da se nanaša na Salon des Refusés iz leta 1863.
Danes se salon zavrnjeni nanaša na vsako razstavo del, ki jih je zavrnila žirija umetniške razstave.

## Ozadje Pariškega salona 1863
Pariški salon, ki sta ga podpirala francoska vlada in Académie des Beaux-Arts (Akademija za likovno umetnost), je potekal vsako leto in je predstavljal najboljšo akademsko umetnost. Medalja s salona je bila zagotovitev uspešne umetniške kariere; zmagovalci so dobili uradna naročila francoske vlade in so jih iskali za portrete in zasebna naročila. Od 18. stoletja so bile slike razvrščene po žanrih in po določeni hierarhiji; zgodovinske slike so bile uvrščene na prvo mesto, sledili so portret, krajina, "žanrska scena" in tihožitje. Žirija, ki jo je vodil Comte de Nieuwerkerke, vodja Akademije za likovno umetnost, je bila zelo konservativna; skoraj fotografski, vendar idealiziran realizem.
Mnogo spletkarjenja je pogosto prispevalo k sprejetju in dobrem mestu v galerijah. Leta 1851 je Gustave Courbet uspel oddati eno sliko v Salon, Pokop v Ornansu (Enterrement á Ornans), leta 1852 pa so sprejeli njegove Kopalke (Baigneuse), ki so jo kritiki in javnost kritizirali, ki je v klasičnih okoljih pričakovala romantizirane akte, leta 1855 pa je Salon zavrnil vse Courbetove slike. Že v 1830-ih letih so umetniške galerije v Parizu postavile manjše zasebne razstave del, ki jih je zavrnila Salonova žirija. Courbet je moral organizirati lastno razstavo, imenovano Le Realism, v zasebni galeriji. Zasebne razstave so pritegnile precej manj pozornosti med novinarji in pokrovitelji ter omejile javnosti dostop do umetnikov.
Leta 1863 je žirija Salona zavrnila dve tretjini predstavljenih slik, vključno z deli Gustava Courbeta, Édouarda Maneta, Camillea Pissarroja in Johana Jongkinda. Zavrnjeni umetniki in njihovi prijatelji so protestirali, protesti pa so prišli do cesarja Napoleona III. Cesarjev okus v umetnosti je bil tradicionalen; naročil in kupil dela umetnikov, kot so Alexandre Cabanel in Franz Xaver Winterhalter, a je bil občutljiv tudi na javno mnenje. Njegov urad je izdal izjavo: »K cesarju so prišle številne pritožbe na temo umetniških del, ki jih je žirija na razstavi zavrnila. Njegovo veličanstvo, ki je želelo, da javnost presoja legitimnost teh pritožb, je odločilo, da umetniška dela, ki so bila zavrnjena, bi morala biti prikazana v drugem delu Palače industrije«.
Salon zavrnjenih je obiskalo več kot tisoč obiskovalcev na dan. Novinar Émile Zola je poročal, da so obiskovalci gnetli tja, kjer so visele zavrnjene slike, sobe pa so bile polne smeha gledalcev. Kritiki in javnost so se posmehovali zavrnjenim, ki so bile tako znane slike, kot sta Zajtrk na travi Édouarda Maneta in Simfonija v belem št. 1 Jamesa McNeilla Whistlerja. Toda kritična pozornost je tudi legitimirala nastajajočo avantgardo v slikarstvu.
Impresionisti so svoja dela uspešno razstavili zunaj tradicionalnega salona, ki se je začel leta 1874. Kasnejši Saloni zavrnjenih so bili postavljeni v Parizu leta 1874, 1875 in 1886, ko se je priljubljenost Pariškega salona zmanjšala za tiste, ki so bili bolj zainteresirani za impresionizem.

## Dela na razstavi

### Zajtrk na travi (Manet)
Leta 1863, ker jo je zavrnila Salonova žirija, je Manet izkoristil priložnost za razstavljanje Zajtrka na travi in še dveh drugih slik na Salonu zavrnjenih . Slika Zajtrk na travi prikazuje soočenje ženskega akta in skromno oblečene ženske kopalke v ozadju, na pikniku z dvema popolnoma oblečenima moškima v podeželskem okolju. Slika je sprožila javno zgražanje in polemiko in je še vedno sporna. Odilonu Redonu na primer, ni bila všeč. O tem se razpravlja v Proustovi Iskanje izgubljenega časa.
Ena razlaga dela je, da prikazuje osupljivo prostitucijo v Bois de Boulogne, velikem parku na zahodnem obrobju Pariza. Ta prostitucija je bila splošno znana v Parizu, vendar je veljala za tabu subjekt, ki ni primeren za slikanje . Dejansko je Bolonjski gozd do današnjega dne znan kot prostor za prostitutke in nezakonito spolno dejavnost v temi, prav tako kot v 19. stoletju.
O sliki Zajtrk na travi je Émile Zola napisal komentar:
 Zajtrk na travi je največje delo Édouarda Maneta, v katerem uresničuje sanje vseh slikarjev: postavi figure naravne velikosti v pokrajino. Poznamo moč, s katero je premagal to težavo. Obstaja nekaj listov, nekaj drevesnih debel in v ozadju reka, v kateri se kopa ženska, ki nosi žensko obleko; v ospredju dva mladeniča sedita nasproti druge ženske, ki je pravkar izstopila iz vode in ki suši svojo golo kožo na prostem. Ta gola ženska je škandalizirala javnost, ki je videla samo to na platnu. Moj Bog! Kakšna nespodobnost: ženska brez najmanjšega prekrivanja med dvema oblečenima moškima! To še nikoli ni bilo. In to prepričanje je velika napaka, saj je v Louvru več kot petdeset slik, v katerih so najdene mešanice oblečenih in golih oseb. Ampak nihče ne odide v Louvre, da bi se zgražal….. .
Émile Zola je v svojem romanu L'Œuvre (Umetnina, v slovenščino prevedel Jaroslav Skrušný) (1886) vključil poročilo o škandalu iz leta 1863.
Émile Zola incorporated a fictionalized account of the 1863 scandal in his novel L'Œuvre (The Masterpiece) (1886).

### Simfonija v belem št. 1
Leta 1861 je James Abbott McNeill Whistler po vrnitvi v Pariz naslikal svoje prvo znano delo Simfonija v belem, št. 1: Belo dekle. Ta portret njegove ljubice in poslovodje Joanne Hiffernan je nastal kot preprosta študija v beli barvi, drugi pa so to videli drugače. Kritik Jules-Antoine Castagnary je sliko ocenil kot alegorijo izgubljene nedolžnosti nove neveste. Drugi so jo povezali z Wilkiejem Collinsom Ženska v belem, priljubljenim romanom tistega časa ali različnimi drugimi literarnimi viri. V Angliji so jo nekateri smatrali za sliko vprerafaelitski obliki . Na sliki ima Hiffernanova v levi roki lilijo in stoji na volčji koži (ki ga nekateri interpretirajo kot moškost in poželenje), pri čemer volk grozljivo gleda gledalca.
V nasprotju s kritikami tradicionalistov so Whistlerjevi zagovorniki vztrajali, da je slika »prikazovanje z duhovno vsebino« in da je utelešala njegovo teorijo, da bi se morala umetnost ukvarjati predvsem z urejanjem barv v harmoniji, ne z dobesednim prikazom narave.
Whistler je začel delati na Simfoniji kmalu po 3. decembru 1861 z namenom, da jo predloži na prestižno letno razstavo Kraljeve akademije. Kljub boleznim je do aprila končal sliko . Portret je bil zavrnjen za razstavo na konservativni kraljevi akademiji, leta 1863 pa je bila slika sprejeta na Salon zavrnjenih v Parizu, dogodek pod pokroviteljstvom cesarja Napoleona III. razstave del, zavrnjenih na Pariškem salonu . V pismu Georgeu de Maurierju v začetku leta 1862 je Whistler napisal o sliki:
... ženska v lepi beli obleki iz batista, obrnjena proti oknu, ki filtrira svetlobo skozi prozorno belo muslinasto zaveso - vendar slika dobi močno svetlobo z desne in zato je poudarja rdeče lase in čudovito maso briljantne bele barve.
Whistler je sliko predložil akademiji, vendar je po Joanni Hiffernan pričakoval, da jo bo zavrnila. Prejšnje leto, leta 1861, je druga slika povzročila manjši škandal. Edwina Henryja Landseersa The Shrew Tamed je prikazovala konja z žensko, ki počiva na tleh v bližini. Model se je imenoval Ann Gilbert, opažena jahačica tega obdobja, vendar se je kmalu govorilo, da je pravzaprav Catherine Walters, zloglasna londonska kurtizana. Whistlerjeva slika je dovolj spominjala na Landseerovo, da so bili sodniki pozorni na to, da bi jo sprejeli. Simfonija je bila poslana na Akademijo skupaj s tremi jedkanicami, ki so bile vse tri sprejete, medtem ko slika ni bila . Namesto tega jo je Whistler razstavil v majhni ulični galeriji Berners v Londonu. Naslednje leto je Whistler poskušal sliko razstaviti na Pariškem salonu - uradni umetniški razstavi Académie des Beaux-Arts - vendar je bila tudi tam zavrnjena . Namesto tega je bila sprejeta na alternativni Salon zavrnjenih, ki se je začel 15. maja, dva tedna po uradnem salonu.
Čeprav so drugi rekli da je bila Whistlerjeva slika široko opažena, je bil obešena nad Manetovo šokantno sliko Zajtrk na travi. Spor okoli slik je bil opisan v romanu Émila Zolaja L'Œuvre (Umetmina) (1886). Sprejem Whistlerjeve slike pa je bilo večinoma ugoden in ga je v veliki meri potolažilo po zavrnitvi, ki jo je doživel v Londonu in Parizu . Sliko so zelo občudovali kolegi in prijatelji Manet, slikar Gustave Courbet in pesnik Charles Baudelaire. Umetnostni kritik Théophile Thoré-Bürger jo je videl v tradiciji Goye in Velázqueza. Nekateri francoski kritiki so govorili, da je angleški prerafaelitski trend nekoliko ekscentričen.

## Zapuščina
Umetnostni zgodovinar Albert Boime je napisal: »Salon des Refusés – salon zavrnjenih -  je uvedel demokratični koncept več-slogovni sistem (podobno kot večstrankarski sistem), ki je predmet pregleda splošne žirije javnosti«.